# مگس‌گیر سبوس‌رنگ
مگس‌گیر سبوس‌رنگ یک پرنده کوچک گنجشک‌سانان در خانواده ژیان‌مرغ است. از کاستاریکا از طریق آمریکای جنوبی تا بولیوی، اروگوئه و آرژانتین زادآوری می‌کند. در ترینیداد نیز یافت می‌شود.
این گونه در جنگل‌های باز و رشد ثانویه یافت می‌شود. آشیانه فنجان عمیقی از ساقه و پوست تنه و با الیاف گیاهی ظریف پوشیده شده‌است. لبه آشیانه از یک طرف شاخه در یک درخت به پایین آویزان شده‌است. دسته‌تخم معمولی دو تخم کرم‌رنگ با تاج حنایی است. ماده به مدت ۱۷ روز با ۱۵ تا ۱۷ روز دیگر برای جوجه پروازی طول می‌کشد. این گونه توسط گاومرغ براق انگل جوجه‌آوری شود.
مگس‌گیر سبوس‌رنگ بالغ ۱۲٫۷ سانتی‌متر طول و ۱۰٫۵ گرم وزن دارد. سر و روتنه قهوه‌ای مایل به قرمز تیره و تاج کاکل زرد پنهانی دارد که توسط بالغان هیجان‌زده برافراشته می‌شود. دو نوار بالی نخودی کم‌رنگ وجود دارد و زیرتنه آن بر روی شکم سایه‌های سفید تا زرد کم‌رنگ و روی سینه و پهلوها دارای رگه‌های تیره است. نوک در بالا سیاه و در زیر قهوه‌ای است. جنس‌ها مشابه هستند، اما پرندگان جوان بدون لکه تارک هستند.
مگس‌گیرهای سبوس‌رنگ، پرنده‌های تک‌زی و محجوب هستند که گاهی به سختی دیده می‌شوند زیرا به سرعت در زیر درختان در جستجوی حشرات کوچک و توت‌ها حرکت می‌کنند. صدای آنها یک chep, chewee است.